# Nikolai Baden Frederiksen
Nikolai Baden Frederiksen (Odense, 2000. május 18. –) dán korosztályos válogatott labdarúgó, a Lyngby játékosa.

## Pályafutása

### Klubcsapatokban
Frederiksen a dán Nordsjælland akadémiáján nevelkedett; a dán élvonalban 2017. október 14-én góllal debütált a Randers csapata ellen. 2018 augusztusában az olasz élvonalbeli Juventus akadémiájára került, tagja volt a 2018–2019-es UEFA Ifjúsági Ligában szerepelt U19-es csapatnak. A Juventus első csapatában nem lépett pályára, kölcsönszerződéssel a holland élvonalbeli Fortuna Sittard és az osztrák élvonalbeli WSG Tirol csapataiban futballozott; utóbbi csapatban harmincegy mérkőzésen tizennyolc gólt szerzett az osztrák élvonal 2020–2021-es szezonjában, amivel holtversenyben a góllövő lista második helyen zárt a szerb Dejan Joveljićcsel. 2021 nyarán szerződtette őt a holland Vitesse csapata. 2023 januárjában egyéves kölcsönszerződést kötött a magyar élvonalbeli Ferencváros csapatával.

### A válogatottban
Többszörös dán korosztályos válogatott, tagja volt a 2021-es U21-es labdarúgó-Európa-bajnokságon negyeddöntős csapatnak.

## Sikerei, díjai
Ferencvárosi TC
- Magyar bajnok (1): 2022–23[1]

#### Közösségi platformok
- Nikolai Baden Frederiksen az Instagramon

#### Egyéb weboldalak
- Nikolai Baden Frederiksen adatlapja a Transfermarkt oldalon (angolul)
- Nikolai Baden Frederiksen adatlapja a Soccerway oldalon (angolul)
- Nikolai Baden Frederiksen adatlapja az MLSZ oldalán (magyarul)
- Nikolai Baden Frederiksen adatlapja a HLSZ oldalán (magyarul)
- Nikolai Baden Frederiksen adatlapja az ÖFB oldalán (németül)
- Nikolai Baden Frederiksen adatlapja a Dán labdarúgó-szövetség oldalán (dánul)
- FTC: dán támadó érkezett a holland élvonalból. Nemzeti Sport, 2023. január 31. (Hozzáférés: 2023. február 2.)